# 梅里登 (英國國會選區)

選區在西密德蘭郡的位置

梅里登（英語：Meriden），英國國會一郡選區，包括西密德蘭郡的索利哈爾東部。設於1955年，是該郡唯一的郡選區。
本區在1983年選區重劃前是保守黨和工黨爭持的選區，重劃後是保守黨的安全選區。1997年起任當區議員的卡羅琳·斯佩爾曼2010年大選中以51.7%選票勝出該區連任。